# Вилинбахов, Вадим Борисович
Вади́м Бори́сович Вилинба́хов (род. 24 октября 1924, Старая Русса, РСФСР, СССР — 4 октября 1982, Ленинград, РСФСР, СССР) — советский историк, специалист по военной истории. Кандидат исторических наук.

## Биография
Вадим Борисович родился 26 октября 1924 года в городе Старая Русса Новгородской губернии в семье военнослужащего. Вскоре семья переехала в Ленинград. До начала Великой Отечественной войны окончил 9 классов.
В 1941 году вместе с родителями был эвакуирован в Башкирию, в Бирск, где поступил в Ленинградское училище ВНОС, откуда в 1942 году выпущен младшим лейтенантом.
Воевал в составе Южного, а затем 3-го Украинского фронта. Войну закончил в Вене.
После окончания войны продолжал службу в армии в Черновцах, Баку, Ленинграде. Демобилизовался в 1954 году.
В 1953-1955 годах активно участвовал в работе Военно-исторической группы, затем секции Дома ученых им. Максима Горького в качестве ученого секретаря.
После демобилизации закончил вечернюю школу и поступил на заочное отделение исторического факультета Ленинградского государственного университета.
Являлся членом постоянно действующей комиссии по охране памятников, где готовил научно-исторические справки, необходимые для оформления «паспортов», подтверждавших историческую ценность отдельных зданий в Ленинграде.
С 1956 года служил младшим научным сотрудником в Ленинградском отделении ИИЕТ РАН. Область научных интересов включали военная история России, в частности, история военного дела в Древней Руси и история военной техники.
В 1963 году защитил кандидатскую диссертацию по теме «Начальный период истории огнестрельного оружия на Руси».
В 1960-е годы работал заведующим справочно-библиографическим отделом Центральной библиотеки ЛГУ, заместителем директора музея-квартиры Федора Достоевского, ученым секретарем Музея истории религии и атеизма.
Читал курсы по истории Новгорода и исторической географии в ЛГУ.
В 1960-1970 годах активно участвовал в работе секции научной фантастики Ленинградского дома писателей.
В мае 1981 года возглавил комиссию по изучению аномальных явлений в окружающей среде в Географическом обществе Ленинградского Дома ученых.
Вадим Борисович скончался 4 октября 1982 года, похоронен на Северном кладбище в Санкт-Петербурге.

## Семья
Отец — Вилинбахов Борис Афанасьевич (1897-1969), адъютант лейб-гвардии Павловского полка.
Жена — Вера Николаевна, кандидат фармацевтических наук, заведующая кафедрой  Санкт-Петербургского химико-фармацевтического университета.
Сын — Георгий Вадимович Вилинбахов, советский и российский историк, доктор исторических наук, специалист по истории русской культуры, военной истории и геральдике.